# Philipp König (Politiker)
Georg Philipp König (* im 19. Jahrhundert; † 22. August 1899) war ein deutscher Politiker und Abgeordneter des Nassauischen Kommunallandtages und des Provinziallandtages von Hessen-Nassau.

## Leben
Georg Philipp König war als Standesbeamter in der öffentlichen Verwaltung beschäftigt und nahm in den Jahren 1880 bis 1898 das Amt des Schultheiß in Oberrad, einem Stadtteil von Frankfurt, wahr. Er ging in die Politik und wurde Mitglied des Kreistages des Stadtkreises Frankfurt und nach der Gebietsreform ab 1886 des Landkreises Frankfurt a. Main. Hier war er auch Kreisausschussmitglied. Dem Nassauischen Kommunallandtag für den Regierungsbezirk Wiesbaden und dem Provinziallandtag Hessen-Nassau gehörte er in den Jahren 1886 bis 1899 an und war in verschiedenen Ausschüssen, so auch im Landesausschuss, tätig.